# Kirkop
Kirkop és una ciutat de Malta. En el cens de 2014 tenia 2.191 habitants i una superfície d'1,1 km². Està situada a la zona sud de l'illa.
La parròquia fou fundada el 1592 pel bisbe Tomàs Gargall.